# Четвёртая линия (Казань)
Четвёртая линия — четвёртая проектируемая линия Казанского метрополитена. Согласно Генплану Казани, линия должна быть построена к 2040 году. Линия пройдёт от улицы Вишневского (в перспективе - от Казанского кремля), будет иметь пересадку на Приволжскую линию на станции "Вишневского", пойдёт по улицам Ершова, Сахарова (пересадка на Савиновскую линию), через обновлённое Вознесенское по новому Вознесенскому тракту в перспективные микрорайоны массовой жилой застройки Заноксинский (Новое Азино) и Новая Вишневка

## Станции
1.Вишневского
2.Акчарлак
3.Взлётная
4.Азино
5.Вознесенское
6.Заноксинская
7.Новая Вишневка
8.Восточная